# Miss Venezuela 1979
El concurso Miss Venezuela 1979 fue la vigésima sexta (26º) edición del certamen Miss Venezuela, la cual se celebró el Jueves 17 de mayo de 1979. La ganadora fue Maritza Sayalero Fernández, Miss Departamento Vargas.
El concurso fue transmitido en vivo -y por primera vez en colores- por Venevisión desde el salón de recepciones (conocido como el "Gran Salón") del Hotel Caracas Hilton (actualmente Hotel Alba Caracas), en Caracas. Al finalizar de la noche final de la competencia la saliente Miss Venezuela 1978, Marisol Alfonzo, coronó a Maritza Sayalero Fernández, Miss Departamento Vargas como la nueva Miss Venezuela.
Es de hacer notar que en el caso de la transmisión del concurso la señal en colores sólo fue recibida en Caracas y algunas zonas del interior del país, y además de forma clandestina, ya que en esa época pocas personas poseían en Venezuela un televisor para esa señal y aún no existía una regulación oficial para las transmisiones a color (la misma sería decretada, finalmente, el 1 de diciembre de 1979 y entró en vigencia en forma definitiva el 1 de junio de 1980). En cualquier caso, el evento completo se encuentra registrado -y luego archivado- en colores en la videoteca del canal.

## Resultados
(Al ser descalificada Miss Distrito Federal, subió al cuadro de honor Miss Nueva Esparta, y de igual manera las que habían sido 4.ª y 3.ª finalistas (Zulia y Portuguesa)
| Resultado           | Candidata                                |
| ------------------- | ---------------------------------------- |
| Miss Venezuela 1979 | - Departamento Vargas - Maritza Sayalero |
| 1era Finalista      | - Barinas - Tatiana Capote               |
| 2.ª Finalista       | - Portuguesa - Nina Kors                 |
| 3.ª Finalista       | - Zulia - Nilza Moronta                  |
| 4.ª Finalista       | - Nueva Esparta - Nidya Centeno          |

### Premiaciones especiales
- Miss Fotogénica: Marisol Fernández Biñé (Miss Mérida)

- Miss Amistad: Nilza Moronta Sangronis (Miss Zulia)

- Miss Simpatia: Francia Venezuela Pena Toledo (Miss Falcón)

## Participantes
| Estado              | Candidata                                 |
| ------------------- | ----------------------------------------- |
| Anzoátegui          | Lucía Coromoto Martínez                   |
| Aragua              | Marisela Buitrago Mora                    |
| Barinas             | Tatiana Capote Abdel                      |
| Bolívar             | Ayurami Margarita Esteves Ramírez         |
| Carabobo            | Belkis Carolina Koch Tovar                |
| Departamento Vargas | Maritza Sayalero Fernández                |
| Distrito Federal    | Diana María Fernanda Ramírez              |
| Falcón              | Francia del Valle «Venezuela» Pena Toledo |
| Guárico             | Doris Coromoto Rivero Jiménez             |
| Lara                | Gloria Sabrina Gómez Delgado (se retiró)  |
| Mérida              | Marisol Fernández Biñé                    |
| Miranda             | Alida Elizabeth Bello Hernández           |
| Nueva Esparta       | Nidya Elizabeth Centeno Contreras         |
| Portuguesa          | Nina Korschunov Kondryn                   |
| Sucre               | Diana Elizabeth Standford Rodríguez       |
| Trujillo            | Jeannette Josefina Rodríguez Delgado      |
| Zulia               | Nirza Josefina «Nilza» Moronta Sangronis  |

## Participación en concursos internacionales
- Maritza Sayalero viajó al Miss Universo 1979 en Perth, Australia y se coronó como la primera venezolana en ganar ese certamen.
- Tatiana Capote asistió al Miss Mundo 1979 -donde era una de las favoritas- pero en el ensayo general, realizado un día antes de la elección, a ella se le desprendió la tira de su traje de baño y uno de sus senos quedó al descubierto durante algunos segundos por lo que el organizador del concurso, Eric Morley, decidió descalificarla aunque sí se le permitió participar en el desfile de presentación la noche final. Este incidente causó una enorme polémica (ya que Capote siempre ha negado que lo hizo adrede, mientras que la prensa sostenía lo contrario) y generó el mayor escándalo brindado por una venezolana en un certamen de belleza internacional siendo, además, la única ocasión en que una candidata de ese país queda eliminada en un concurso de esta índole.
- Nilza Moronta viajó al Miss Internacional 1979 celebrado en Tokio, Japón. No clasificó.
- Nina Kors viajó al Miss Young Internacional 1979. No clasificó. Obtuvo la banda de «Miss Amistad».
- Jeannette Rodríguez fue al Miss Maja Internacional 1981 y clasificó como 3ª finalista.
- Nydia Centeno fue finalista en el Miss Ámbar del Mundo 1979, en Santo Domingo, República Dominicana; fue la primera miss en concursar con cabello afro.
- Alida Bello previamente participó en el Miss Seguros Internacional 1976, donde quedó de 2ª finalista.

## Eventos posteriores y Notas
- Maritza Sayalero Fernández  luego de ser coronada como Miss Venezuela 1979 y, posteriormente, Miss Universo 1979 desarrollo una muy buena carrera como modelo. Luego de entregar sus respectivas coronas se casó con el tenista mexicano Raúl Ramírez, radicándose desde entonces en la ciudad de Ensenada, Baja California, México. La pareja tiene tres hijos y uno de ellos es el cantante y actor mexicano Daniel Ramírez Sayalero. Su madre la señora Gloria Fernandez de Sayalero es prima hermana de la legendaria actriz Sara Montiel.
- Marisela Buitrago (Aragua), Tatiana Capote (Barinas) y Jeannette Rodríguez (Trujillo) luego se destacaron como modelos y actualmente son unas reconocidas Primeras Actrices de Venezuela, tanto a nivel nacional como internacional.
- María Fernanda Ramírez (Distrito Federal), quien fue descalificada del Miss Venezuela, posteriormente desarrolló una importante carrera como modelo, conductora y periodista hasta que en 1986, tras su matrimonio, se retiró de la vida pública.
- Gloria Sabrina Gómez Delgado (Lara) renunció semanas antes de la final por compromisos familiares, pero varios años después volvería a ser conocida públicamente, ahora como -la hoy cantante y actriz- Kiara.

- Esta edición sería la última en donde participaría Liana Cortijo como conductora.

- Esta edición también es recordada, aunque en forma bastante bochornosa, por un escándalo ocurrido luego de la proclamación de Maritza Sayalero como Miss Venezuela cuando, aprovechando el momento en el que todos los fotógrafos y el operador de la cámara portátil invadieron la parte central del escenario para poder captar mejor el momento en que Sayalero fuese coronada por su antecesora, la madre y hermano de Miss Distrito Federal, María Fernanda Ramírez, se le acercaron a Antonieta Scannone de Núñez -quien era miembro del jurado y le había entregado minutos antes a la joven la banda de segunda finalista- para iniciar una fuerte discusión con ella al manifestar su disconformidad con la decisión y, tras la intervención de Luis Teófilo Núñez (director del diario El Universal, y también miembro del jurado) para defender a su esposa, los Ramírez terminaron agrediendo físicamente a los Núñez. Varios periodistas y fotógrafos se percataron del hecho y la pelea se vio en pantalla, por lo que la transmisión fue brevemente interrumpida. María Fernanda Ramírez fue descalificada de inmediato y, automáticamente, las restantes candidatas ascendieron en el cuadro final (por lo que Nydia Centeno Contreras, Miss Nueva Esparta, obtuvo el título de cuarta finalista), lo que hizo que la coronación se demorara por unos minutos y Maritza Sayalero tampoco pudo hacer el tradicional desfile como la nueva Miss Venezuela, debido a la gran aglomeración de gente en la tarima. Marisol Alfonso reina saliente tampoco le pudo colocar la capa real a la ganadora debido al tumulto de gente en el escenario y así marcando el último año en que se dio uso a la capa hasta el 2001 en la edición de Miss Venezuela Mundo 2001.